# Carex brunnea
Carex brunnea är en halvgräsart som beskrevs av Carl Peter Thunberg. Carex brunnea ingår i släktet starrar, och familjen halvgräs.

## Underarter
Arten delas in i följande underarter:
- C. b. brunnea
- C. b. occidentalis
- C. b. abscondita
- C. b. arabica